# Muntanyes Ruby
Les Munyanyes Ruby (en anglès: Ruby Mountains) són una les moltes serralades que hi ha en la Gran Conca (Great Basin) de l'oest dels Estats Units. Són la serralada dins el comtat d'Elko al nord-est de l'estat Nevada. Des de la serralada East Humboldt, les muntanyes Ruby prenen la direcció sud-sud-oest durant uns 130 km. A l'est es troba la Vall Ruby, i a l'oest les valls Huntington i Lamoille. El cim més alt és el Ruby Dome de 3.471 metres a les coordenades 40° 37.3′N i 115° 28.5′W a uns 34 km de la localitat d'Elko, Nevada.
Les muntanyes 'Rubies' reben aquest nom pels granats que hi van trobar els primers exploradors. A la part central d'aquesta serralada hi ha senyals d'extenses glaciacions.

## Ecologia
La part est de la Gran Concaés més humida que la part oest per l'efecte de l'ombra pluviomètrica, per tant hi ha més fauna i més vegetació. Les parts més baixes de la serralada contenen pollancredes i les més altes hi predominen els pins whitebark i limber. En la fauna destacan Mountain goats, bighorn sheep, Odocoileus hemionus (mule deer), pumes, marmotes, castors, i pikas.
Les Muntanyes Ruby estan incloses en el Districte Ruby Mountains Ranger del Humboldt-Toiyabe National Forest.